# Home Nations Championship 1905
Home Nations Championship 1905 – dwudziesta trzecia edycja Home Nations Championship, mistrzostw Wysp Brytyjskich w rugby union, rozegrana pomiędzy 14 stycznia a 18 marca 1905 roku. W turnieju zwyciężyła Walia, która pokonała wszystkich rywali i tym samym zdobyła Triple Crown.
Zgodnie z ówczesnymi zasadami punktowania przyłożenie i karny były warte trzy punkty, podwyższenie dwa, natomiast pozostałe kopy cztery punkty.

## Mecze
| 14 stycznia 1905 | Walia                                                                                           | 25:0(11:0) | Anglia | Cardiff Arms Park, Cardiff Widzów: 30 000 Sędzia: C. Lefevre |
| 14 stycznia 1905 | Gabe 3 (P) Harding 3 (P) Jones 3 (P) Llewellyn 3 (P) Morgan 6 (2P) Watkins 3 (P) Davies 4 (2pd) | 25:0(11:0) |        | Cardiff Arms Park, Cardiff Widzów: 30 000 Sędzia: C. Lefevre |

| 4 lutego 1905 | Szkocja      | 3:6(3:3) | Walia            | Inverleith, Edynburg Sędzia: G.H.B. Kennedy |
| 4 lutego 1905 | Little 3 (P) | 3:6(3:3) | Llewellyn 6 (2P) | Inverleith, Edynburg Sędzia: G.H.B. Kennedy |

| 11 lutego 1905 | Irlandia                                                   | 17:3(6:0) | Anglia        | Mardyke, Cork Widzów: 12 000 Sędzia: Robin Welsh |
| 11 lutego 1905 | Allen 3 (P) MacLear 5 (P, pd) Moffatt 6 (2P) Wallace 3 (P) | 17:3(6:0) | Coopper 3 (P) | Mardyke, Cork Widzów: 12 000 Sędzia: Robin Welsh |

| 25 lutego 1905 | Szkocja                    | 5:11(0:5) | Irlandia                                                 | Inverleith, Edynburg Sędzia: Percival Coles |
| 25 lutego 1905 | Timms 3 (P) Forrest 2 (pd) | 5:11(0:5) | Moffatt 3 (P) Tedford 3 (P) Wallace 3 (P) MacLear 2 (pd) | Inverleith, Edynburg Sędzia: Percival Coles |

| 11 marca 1905 | Walia                                   | 10:3(10:3) | Irlandia       | St. Helen's Ground, Swansea Sędzia: W. Williams |
| 11 marca 1905 | Jones 3 (P) Morgan 3 (P) Davies 4 (2pd) | 10:3(10:3) | Robinson 3 (P) | St. Helen's Ground, Swansea Sędzia: W. Williams |

| 18 marca 1905 | Anglia                                   | 0:8 | Szkocja | Athletic Ground, Richmond Widzów: 20 000 Sędzia: Harry Bowen |
| 18 marca 1905 | Simson 3 (P) Stronach 3 (P) Scott 2 (pd) | 0:8 |         | Athletic Ground, Richmond Widzów: 20 000 Sędzia: Harry Bowen |

## Inne nagrody
- Triple Crown –  Walia (po pokonaniu wszystkich rywali)
- Calcutta Cup –  Szkocja (po zwycięstwie nad Anglią)
- Drewniana łyżka –  Anglia (za zajęcie ostatniego miejsca w turnieju)